# ديسامبارادوس
ديسامبارادوس هي عاصمة كانتون ديسامبارادوس في محافظة سان خوسيه في كوستاريكا. وهو أيضًا اسم ديستركتو (المقاطعة) التي تشمل المدينة. تغطي منطقة ديسامبارادوس مساحة 3.03 كيلومتر مربع، ويبلغ عدد سكانها 31654 نسمة.

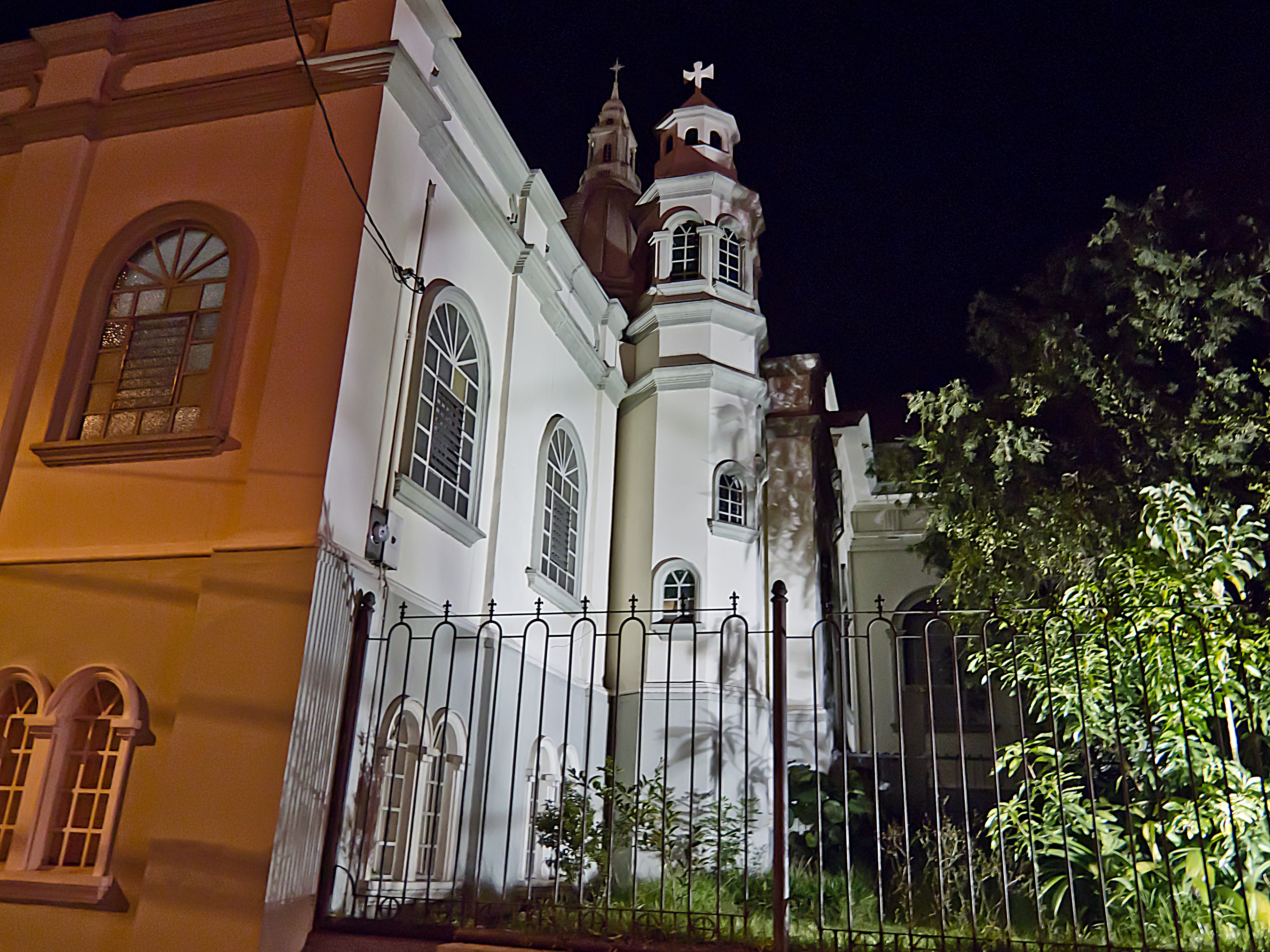
الكاتدرائية في وسط مدينة ديسامبارادوس

تقع مدينة الضواحي على ارتفاع 1161 مترًا فوق مستوى سطح البحر على الحافة الجنوبية الشرقية من العاصمة الوطنية سان خوسيه، على بعد 4.5 كيلومترات من وسط المدينة.